# Ragnvald Knaphövde
Ragnvald Knaphövde«» (?-Karleby, 1126), rey de Suecia de 1125 a 1126. Únicamente se la menciona en la Västgötalagen.  Su cognomen Knaphövde puede referirse a una vasija para beber, del tamaño de una cabeza humana o significar «cabeza redonda», y referirse a que era un tonto. Después de la muerte del rey Inge II fue elegido como nuevo rey por los suiones y los ostrogotones. Los vestrogotones habían elegido poco antes al príncipe danés Magnus Nilsson como su rey. Según la tradición, Ragnvald realizó un viaje a Västergötland, donde no era reconocido como soberano. Al llegar a la localidad de Karleby en 1126, fue agredido por un grupo de campesinos, quienes le dieron muerte.